# Dębica (azienda)
Dębica è un'azienda polacca di pneumatici e componenti per la produzione di pneumatici. 
L'azienda è stata fondata nel 1937. Dal 1995 Goodyear detiene l'87,25% del capitale sociale dell'azienda.
Vende i suoi prodotti in 60 paesi in sei continenti ed è il più grande produttore polacco di pneumatici per auto e camion.